# Temple réformé de la Rue des Loups
Le temple réformée calviniste de la rue des loups, (en hongrois Farkas utcai református templom, en roumain Biserica Reformată-Calvină de pe Ulița Lupilor, en allemand Reformierte Kirche in der Wolfsgasse) est un édifice religieux protestant situé à  de Cluj-Napoca / Kolozsvárde en Transylvanie, Roumanie. 
La paroisse est membre de l'Église réformée de Roumanie. 

## Histoire

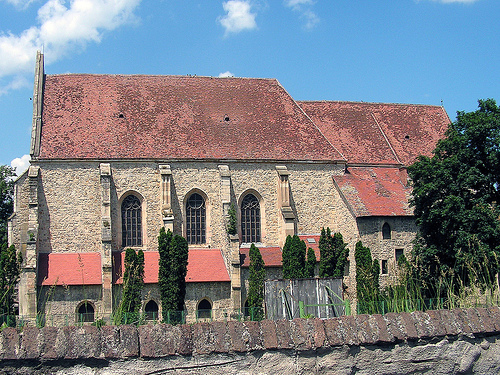
L'Église réformée calviniste centrale.

La construction de cette église débute en 1487 et se termine en 1510. Elle est située près du Bastion des Tailleurs, rue Mihail Kogălniceanu. La Rue des Loups (en hongrois Farkas utca, en roumain Ulița Lupilor) est l'une des rues les plus anciennes de Cluj, nommée dans les documents médiévaux Platea Luporum.

## Architecture et décoration
La paroisse est de style gothique.

Intérieur du temple.
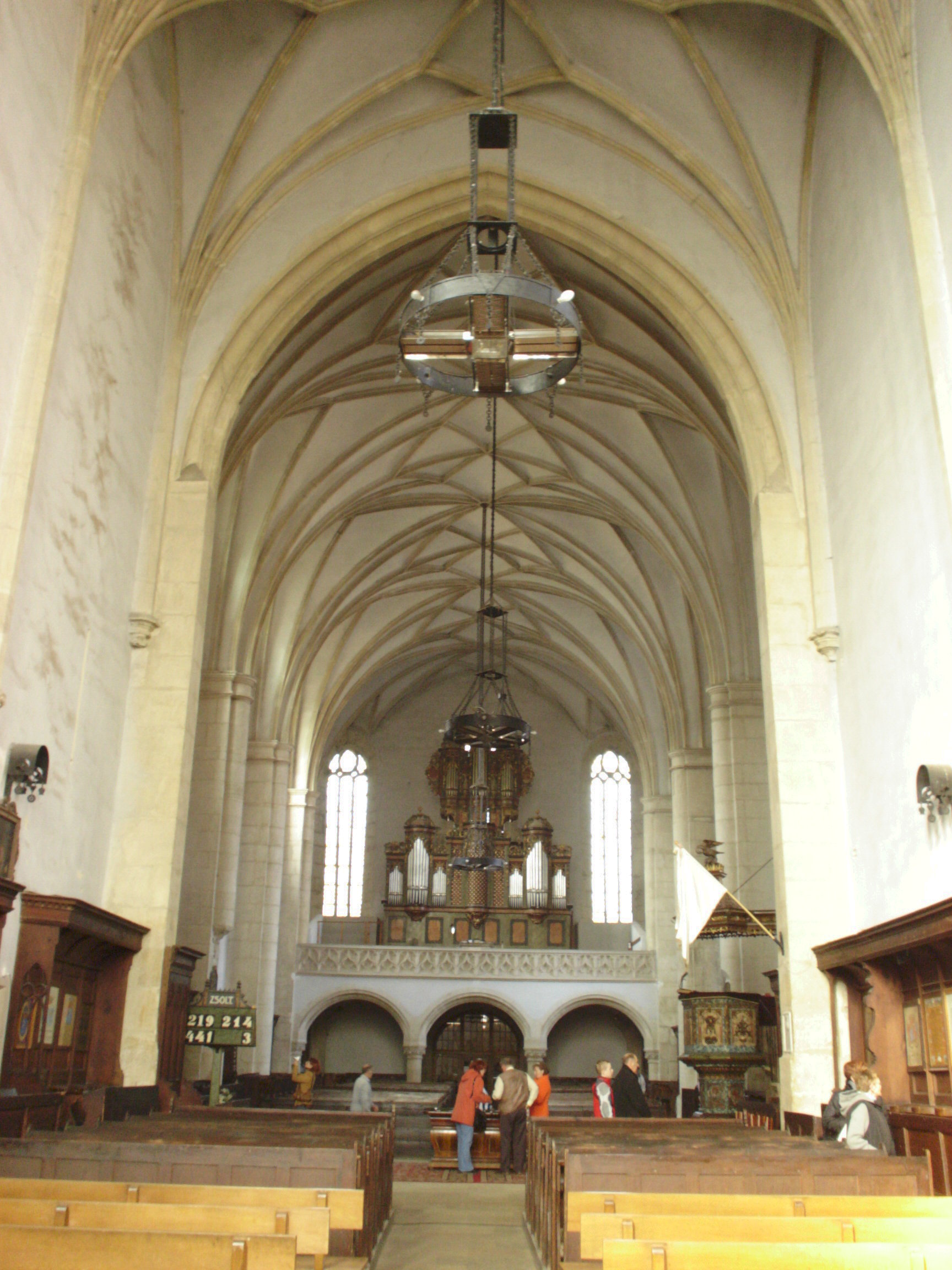
Nef.
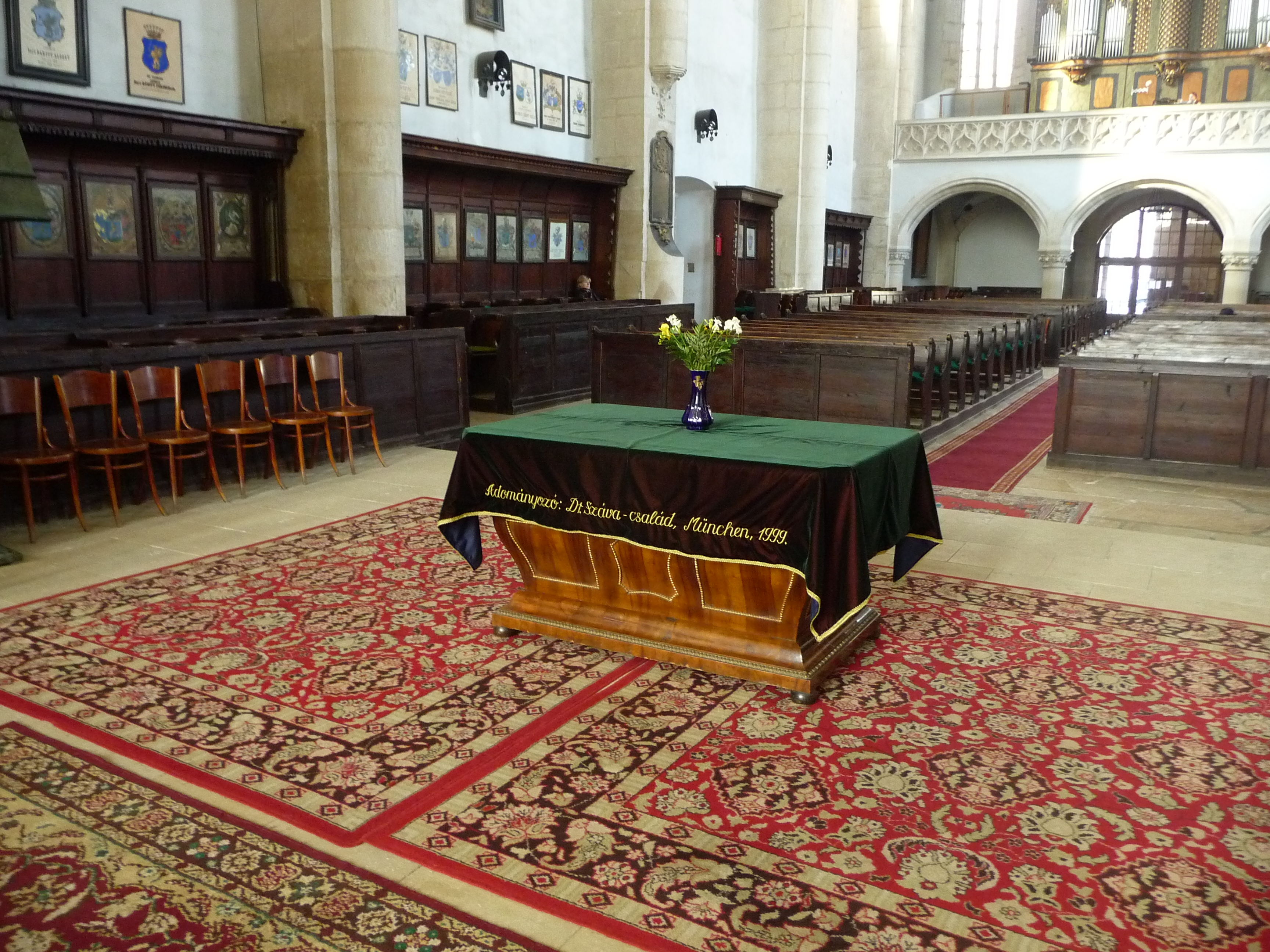
Table de communion.
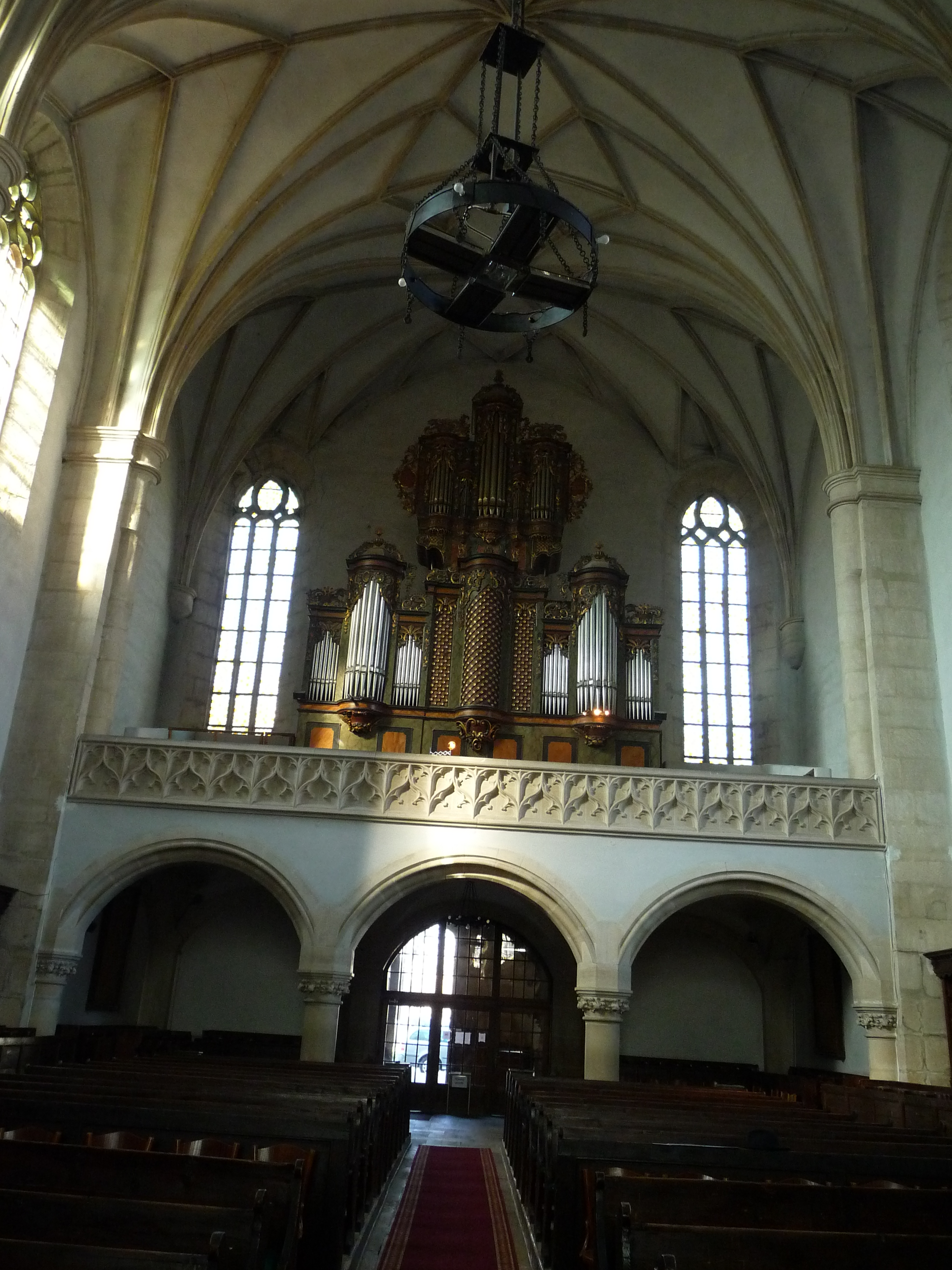
Orgue.
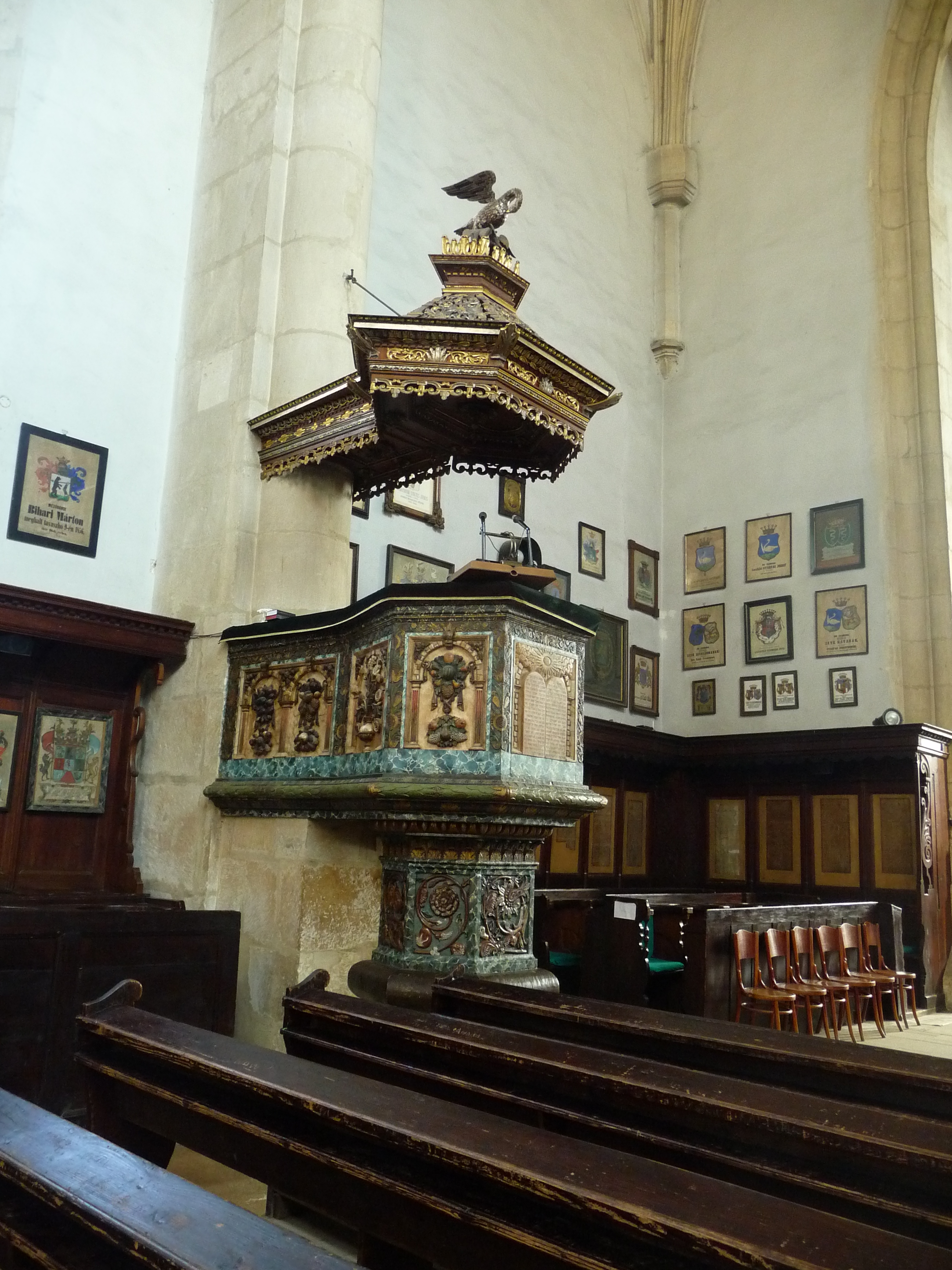
Chaire.